# Arua
Arua  este un oraș  în  Uganda. Este reședinta  districtului Arua.